# William Butterworth Bayley
William Butterworth Bayley (1781–1860) est gouverneur général par intérim de l'Inde pendant la période mars-juillet 1828. Bayley est membre de la fonction publique du Bengale (1799–1830) et administrateur et président de la Compagnie britannique des Indes orientales (1834–1858).

## Biographie
Bayley, membre distingué de la fonction publique de l'ancienne Compagnie des Indes orientales, est le sixième fils de Thomas Butterworth Bayley, de Hope Hall, Eccles, qui occupe le poste de haut shérif du Lancashire en 1768. Il fait ses études à Eton et vient de monter à Cambridge lorsque son père obtient pour lui une nomination dans la fonction publique du Bengale. Il arrive en Inde en 1799, juste à temps pour être admis comme membre du nouveau collège de Fort William, que Lord Wellesley a récemment créé pour la formation des fonctionnaires indiens. En 1800, il remporte un deuxième prix de troisième classe pour l'hindoustani et, en 1802, prouve son talent pour les langues en étant premier en persan. Son succès lui vaut d'être nommé en 1803 assistant au bureau du gouverneur général, ainsi qu'à celui du secrétaire persan. Dans le bureau du gouverneur général, tous les jeunes hommes les plus intelligents de la fonction publique sont réunis et travaillent sous les yeux de lord Wellesley. Bien que Bayley n'ait pas cherché un emploi aussi actif que Metcalfe et Jenkins, c'est là qu'il apprend l'art de gouverner. Il décide de ne pas postuler aux postes diplomatiques, mais de se confiner dans la routine du travail judiciaire et fiscal.
En 1805, il est nommé greffier adjoint de la cour Sudder et, en 1807, interprète de la commission qui, sous la direction de St. George Tucker, réglemente le gouvernement et la colonisation des terres des récentes conquêtes de Wellesley, maintenant connue sous le nom de Provinces du Nord-Ouest. Il devient ensuite greffier du tribunal de Sudder et, en 1813, juge à Burdwan. En 1814, il devient secrétaire du département judiciaire et fiscal et, en 1819, secrétaire en chef du gouvernement. À ce titre, il rend de grands services à Lord Hastings, de par sa maîtrise approfondie des affaires et son intimité personnelle avec tous les hommes d'État indiens de l'époque - Malcolm, Elphinstone, Adam, Metcalfe, Jenkins et Cole. En 1822, il occupe temporairement un siège au conseil et, en 1825, il devient membre régulier du conseil suprême à la place de James Fendall. En 1827, Metcalfe entre au conseil en tant que membre junior et, en 1828, Bayley occupe le poste de gouverneur général de mars à juillet après le départ de Lord Amherst et jusqu'à l'arrivée de Lord William Bentinck.
En novembre 1830, son mandat expire et il retourne en Angleterre. En 1833, il est élu administrateur de la Compagnie des Indes orientales, en 1839 vice-président et en 1840 président. En 1854, lors de la reconstitution de la cour des directeurs, il en devient membre permanent mais refuse le poste et également un siège au nouveau Conseil de l'Inde, créé lors de l'abolition de la Compagnie des Indes orientales en 1859. Il est le père de Steuart Bayley, futur gouverneur du Bengale. Il est l'oncle de Sir Edward Clive Bayley, ancien membre du conseil suprême. Son petit-fils, Charles Stuart Bayley, fils de Daniel Bayley, est né en mars 1854. Il est lieutenant-gouverneur du Bengale oriental et de l'Assam de 1911 à 1912.
Il meurt à St Leonards-on-Sea, Sussex en mai 1860, ayant survécu non seulement à tous ses amis, mais au système même dans lequel il avait vécu et acquis une réputation.